# 西山煤電
37°51′09″N 112°26′52″E / 37.85237°N 112.44781°E
西山煤電集團有限公司，簡稱西山煤電，於1956年成立，是中國最大、世界第二大的煉焦煤生產企業，公司總部在山西太原，經營煤炭生產、銷售、加工、發電、礦山開發設計施工、礦用及電力器材生產等業務。
原为“西山矿务局”，1998年从煤炭工业部下放给地方管理，改称西山煤电煤业集团。西山煤电部分优质资产于1999年成立成立西山煤電股份有限公司(深交所：000983)，2000年深圳證券交易所A股上市。
西山煤电集团联合汾西矿业集团和霍州煤业集团，成立了山西焦煤集团。西山煤电集团改名为西山煤矿总公司，后又改回西山煤电集团公司。
公司下屬共有10對生產礦井、8座選煤廠及13間控股公司。

## 業外合資
- 可口可乐（山西）饮料有限公司：注册于1994年11月，为山西西山煤电（集团）和可口可乐中国所進行的合资項目。是由美国可口可乐公司授权生产可口可乐产品的饮料生产厂家，公司位于山西省太原市高新技术产业开发区长治路279号，占地4万余平方米，注册资金1000万美元，总投资額為2500万美元。

## 連結
- 西山煤電集團有限公司 （页面存档备份，存于）